# Briesnitzer Kirche

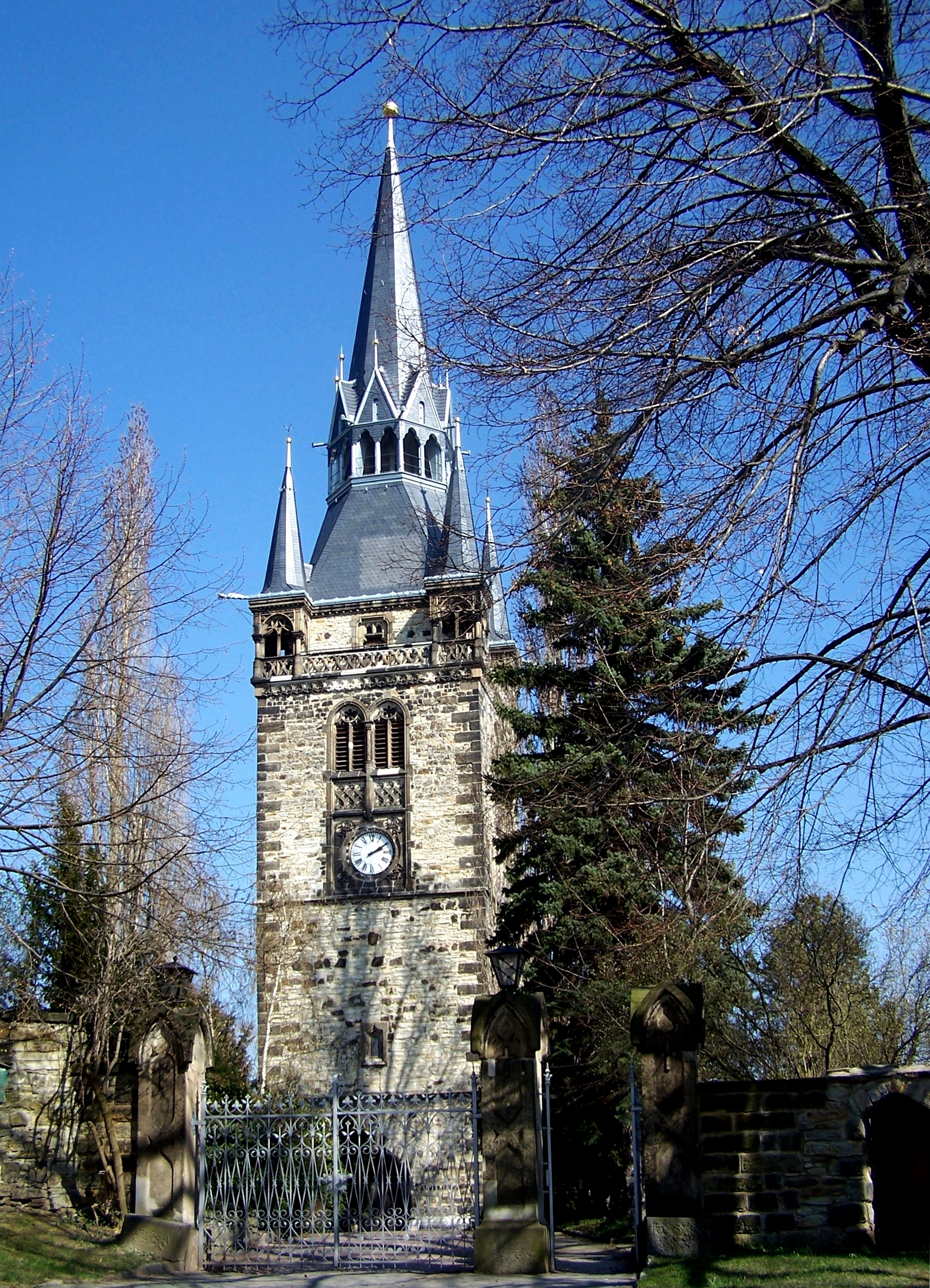
Briesnitzer Kirche

Die Briesnitzer Kirche ist ein historisches Gebäude im Dresdner Stadtteil Briesnitz. Das zu den ältesten Kirchen im oberen Elbtal gehörende Gotteshaus steht unter Denkmalschutz.

## Geschichte

### Erster Kirchenbau
Die Geschichte der Briesnitzer Kirche reicht bis ins 11. Jahrhundert zurück. Die erste schlichte Kapelle entstand vermutlich um 1050 auf einer Erhebung über dem Elbufer und stand im Zusammenhang mit dem Burgward Briesnitz. Zuvor gab es an dieser Stelle wahrscheinlich ein slawisches Heiligtum. Der ursprünglich romanische Bau war eine der ersten frühchristlichen Kirchen Sachsens und spielte eine große Rolle bei der Christianisierung des oberelbischen Raumes. Geweiht war die neue Kirche der Gottesmutter Maria. Im Zuge der zunehmenden Besiedlung der Region wurde Briesnitz im 12. Jahrhundert Sitz eines Archidiakons, dem die kirchliche Verwaltung und Rechtsprechung oblag. Im Mittelalter unterstanden der Kirche insgesamt 26 Dörfer der Umgebung, die auch den angrenzenden Kirchhof als Begräbnisplatz nutzten.
1223 wurde diese Kirche bei Kampfhandlungen um den Burgward zerstört. Einige Mauerreste und Fundamente bezog man um 1550 in einen Scheunenbau ein, der bis ins 18. Jahrhundert existierte. 1993 konnten diese bei Straßenbauarbeiten freigelegt werden und sind seitdem als Bodendenkmal unmittelbar neben der Meißner Landstraße zu sehen.

### Zweiter Kirchenbau

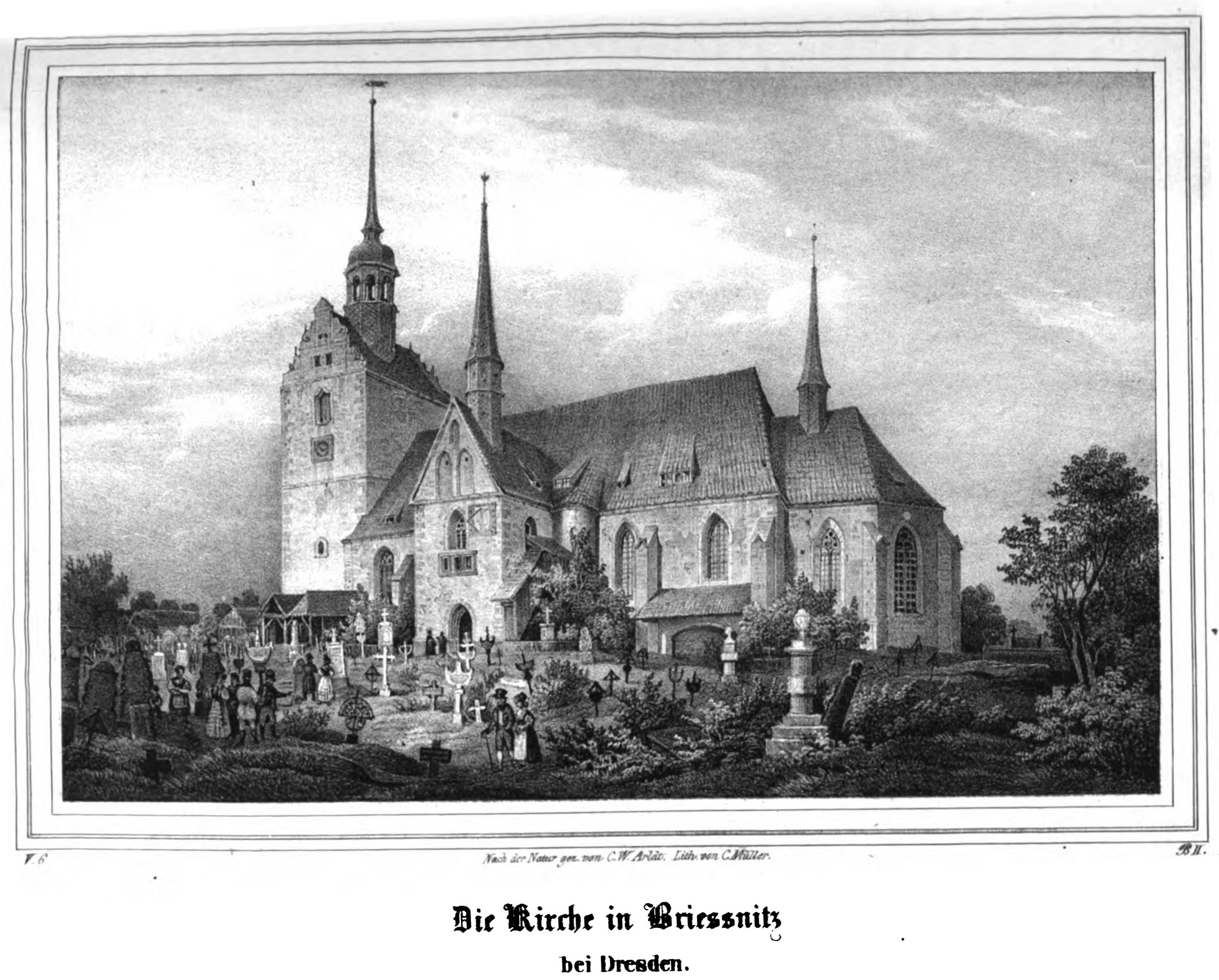
Die Kirche vor dem Umbau 1880

Mitte des 13. Jahrhunderts entstand ungefähr 150 Meter entfernt, am heutigen Standort auf einem Bergsporn, eine neue größere Kirche, die trotz späterer baulicher Veränderungen bis heute in ihren Grundzügen erhalten blieb. Nach der Christophoruskirche im Dresdner Stadtteil Wilschdorf ist sie zweitältester erhaltener Sakralbau im Stadtgebiet. Älteste Bauteile befinden sich im gotischen Chor, wo auch noch ein in Kleeblattform dreigeteiltes Ostfenster zu sehen ist. Um 1470 folgte das Kirchenschiff, 1502 wurde der Turm vollendet.
Nach der Reformation verlor Briesnitz seine Funktion als kirchliches Zentrum. Die Kirche wurde 1539 in ein evangelisches Gotteshaus umgewandelt und baulich verändert. 1602 vernichtete ein Brand Teile des Gebäudes und den Turm, der beim Wiederaufbau ein neues Aussehen mit Renaissancegiebel erhielt. 1680 baute man im Kirchenschiff zwei Emporen ein. Turm und Kirche waren in der Zeit der Romantik beliebtes Motiv für Maler und Zeichner. Darstellungen der Briesnitzer Kirche sind u. a. von Adrian Zingg, Caspar David Friedrich, Ludwig Richter und Christian Friedrich Gille überliefert.
Der an der Kapelle gelegene Friedhof wurde vermutlich zur Zeit der Erbauung der neuen Kirche aufgegeben und stattdessen ein Kirchhof angelegt. Dieser für die 26 Ortschaften der Parochie genutzte Innere Friedhof erfuhr mehrere Erweiterungen. Wegen Platzmangels legte man Ende des 19. Jahrhunderts abseits der Kirche den Äußeren Friedhof an.

### Umbau im 19. Jahrhundert

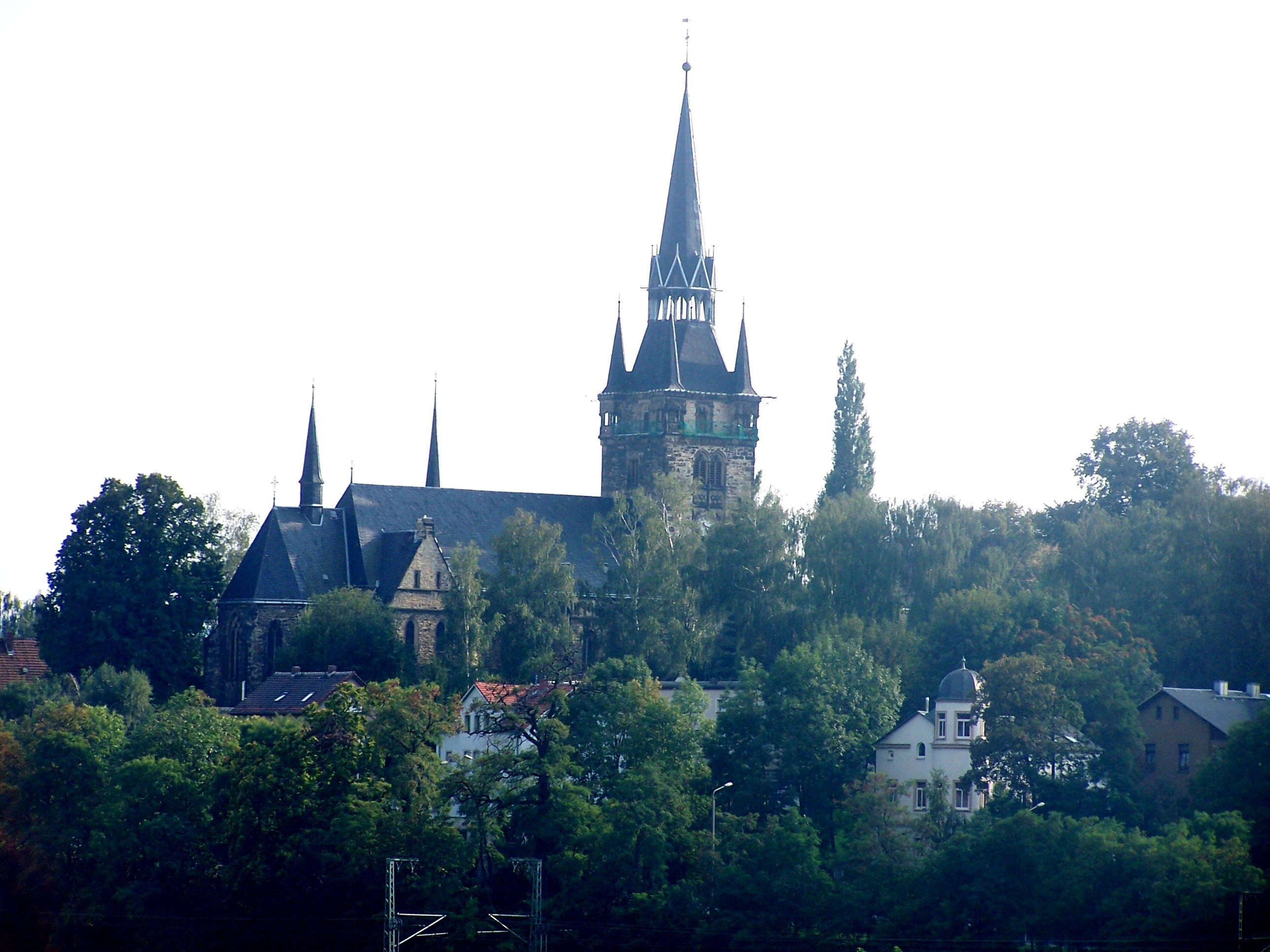
Briesnitzer Kirche

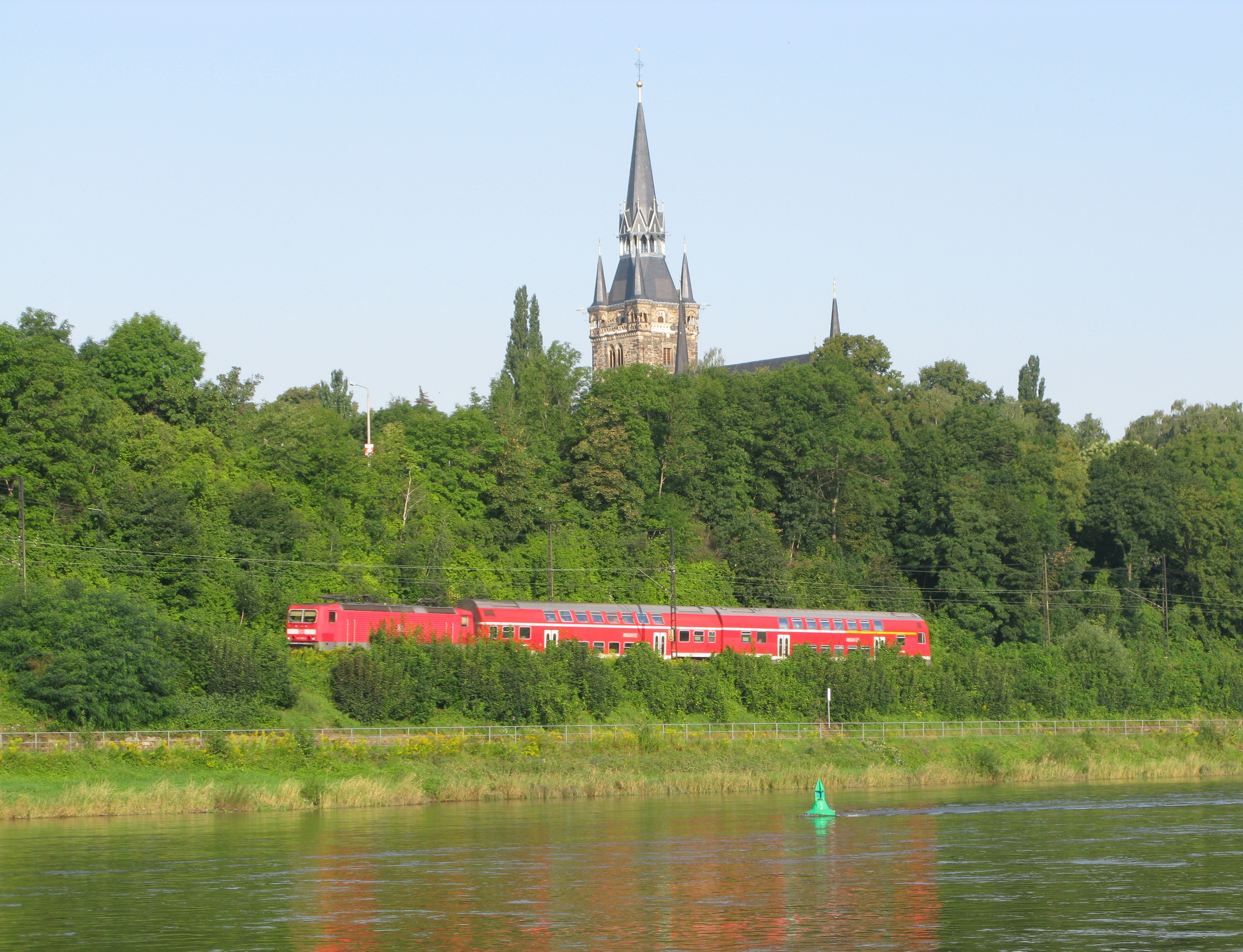
Trotz ihrer Nähe zur Elbe ist die Kirche sicher vor Hochwassern.

1881/82 entschloss sich die Kirchgemeinde zu einem kompletten Umbau der Kirche im neogotischen Stil. Grund waren erhebliche bauliche Mängel am Dachstuhl und am Turm. Mit den Umbauarbeiten wurde der Architekt Gotthilf Ludwig Möckel gewonnen. Möckel versuchte zunächst, die Gemeinde vom Erhalt des historisch wertvollen Turmes zu überzeugen, jedoch ohne Erfolg. Letztlich wurde dieser teilweise abgebrochen und im oberen Teil durch einen Neubau mit gotisierender Turmspitze und vier kleineren Ecktürmchen ersetzt. Die bemalte hölzerne Kassettendecke mit Darstellungen aus dem Alten Testament musste der Neugestaltung des Kirchenschiffs weichen. Einige Bilder wurden von der Kirchgemeinde an den Besitzer des Tolkewitzer Tanzlokals „Donaths Neue Welt“ verkauft und erst 1934 an die Briesnitzer Kirche zurückgegeben. An Stelle der alten Kassettendecke brachte Möckel ein gemauertes Gewölbe an, die Innenausstattung erfolgte im neugotischen Stil. Im Zuge dieses Umbaus wurde das Kirchenschiff um 1,80 Meter erhöht. Die Weihe der umgebauten Kirche erfolgte am 16. April 1882.
1897 schied der Nachbarort Cotta, 1912 weitere Orte aus dem Briesnitzer Kirchspiel aus und bildeten eigene Kirchgemeinden. Seit 2006 gehört die Briesnitzer Kirche zum neu gebildeten Kirchspiel Dresden-West. Zwischen 1979 und 1983 und ab 2007 erfolgten umfangreiche Sanierungsarbeiten.

## Ausstattung

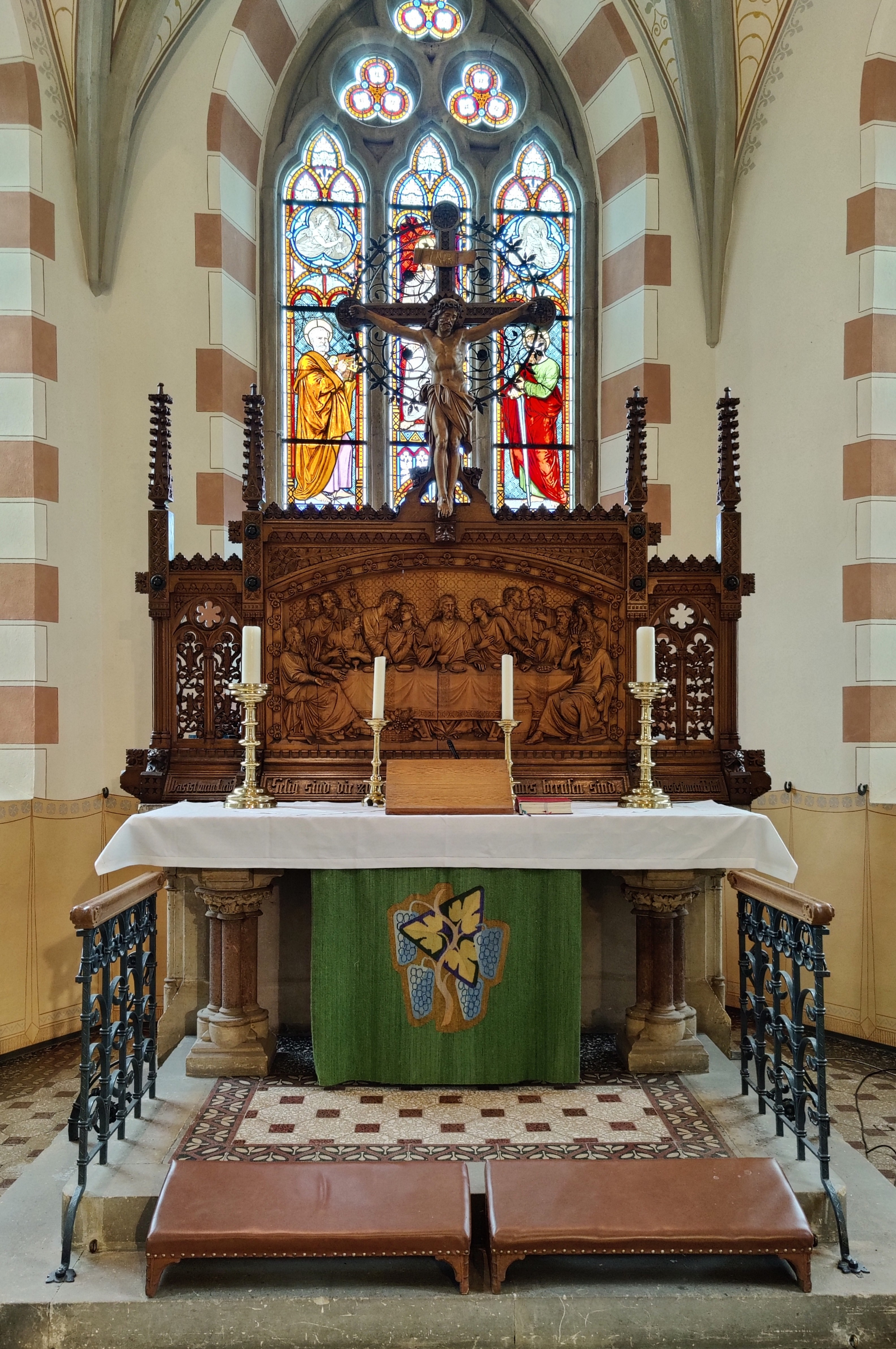
Altar und Chorfenster

Die Briesnitzer Kirche hat eine Reihe künstlerisch und historisch wertvoller Ausstattungsstücke. Ältestes ist ein noch aus vorreformatorischer Zeit stammendes Chorfenster in Kleeblattform hinter dem Altar. Ebenfalls aus der Zeit um 1500 stammen ein Marienfenster (heute in der Sakristei) und einige Holzplastiken, die einst einen Marienaltar zierten. Hinzu kommen Gemälde ehemaliger Pfarrer der Gemeinde. In der Turmvorhalle sind einige Grabsteine früherer Briesnitzer Pfarrer zu sehen, welche vom alten Kirchhof stammen. Ein Taufstein kam 1595 in die Kirche. An Pfarrer Dominicus Eber, der von 1603 bis 1647 im Amt war, erinnert die Zinnschale im Taufstein.

### Orgel

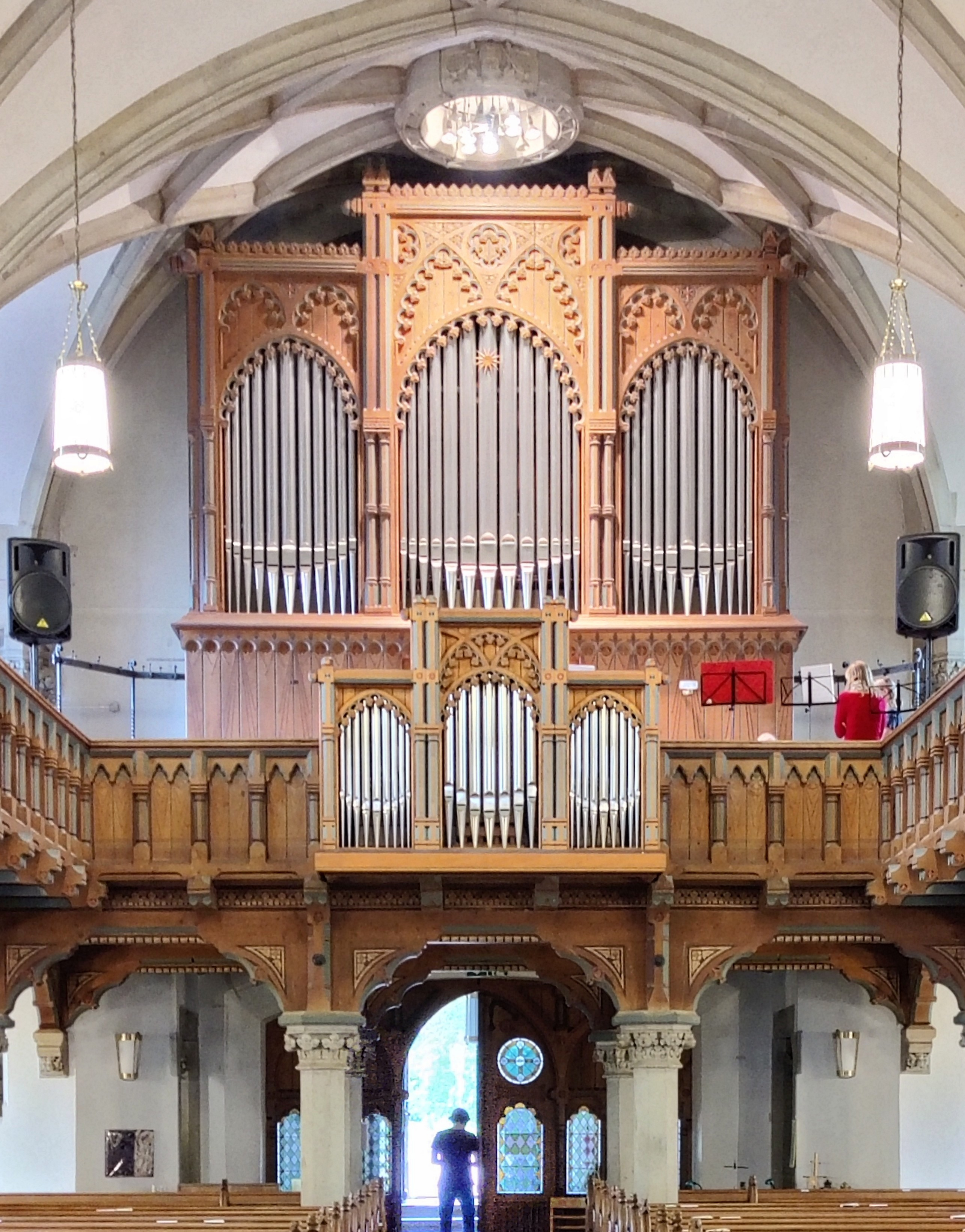
Orgel

1622 erhielt die Kirche ihre erste Orgel, ein Werk des Orgelbauers Salomon Schmidt aus Dippoldiswalde. 1856 wurde diese durch einen Neubau der Orgelbaufirma Jahn ersetzt. In den historischen Orgelprospekt von 1882 fügte Jehmlich Orgelbau Dresden 1995 eine neue Orgel ein. Sie hat 32 Register, zwei Manuale und ein Pedalwerk mit mechanischer Traktur sowie 2315 Orgelpfeifen.

### Glocken
Nach dem Brand des Kirchturms im Jahr 1602 wurden drei neue Bronzeglocken beschafft. Zwei davon mussten 1917 für Rüstungszwecke abgegeben werden, die dritte wurde nach dem Krieg für 23.000 Reichsmark an die Kirchgemeinde Greifendorf verkauft.
Aus dem Erlös des Verkaufs konnte die Kirchgemeinde 1920 drei Stahlglocken (Ausbau am 24. Mai 2017) aus der Glockengießerei Lauchhammer erwerben.

## Vorgängergeläut
Das Geläut von 1920 bis 2017 bestand aus drei Eisenhartgussglocken, der Glockenstuhl ist aus einer (Stahlkonstruktion) gefertigt.
Im Folgenden eine Datenübersicht des Geläutes:
| Nr. | Gussdatum | Gießer                      | Durchmesser | Masse   | Schlagton |
| --- | --------- | --------------------------- | ----------- | ------- | --------- |
| 1   | 1920      | Glockengießerei Lauchhammer | 1950 mm     | 3015 kg | des′      |
| 2   | 1920      | Glockengießerei Lauchhammer | 1570 mm     | 1710 kg | fes′      |
| 3   | 1920      | Glockengießerei Lauchhammer | 1270 mm     | 925 kg  | as′       |

Am 28. August 2017 wurden die verschlissenen Stahlglocken nach 97 Jahren gegen neue Bronzeglocken ausgetauscht.